# Atractus attenuates
Espèce
Atractus attenuates  est une espèce de serpents de la famille des Dipsadidae.

## Répartition
Cette espèce est endémique du département d'Antioquia en Colombie. Elle a été découverte, en 1921, à Sabanalarga à environ 1 000 m d'altitude.

## Description
L'holotype de Atractus attenuates, un mâle adulte, mesure 420 mm dont 66 mm pour la queue.

## Étymologie
Son nom d'espèce, dérivé du verbe latin attenuo, « tendre, étirer », lui a été donné en référence à sa morphologie élancée.

## Publication originale
- Myers & Schargel, 2006 : Morphological extremes - two new snakes of the genus Atractus from northwestern South America (Colubridae: Dipsadinae). American Museum Novitates, no 3532, p. 1-13 (texte intégral).